# 惨痛的战争
《惨痛的战争》，1980年香港纪录片，由江志文执导，安乐影片公司出品，讲述了日本侵华战争的始末。
电影在香港连续放映43天，总票房逾940万港元，是当年香港第二大卖座电影，创下港产纪录片最高卖座纪录。 影片拷贝现存于香港电影资料馆。

## 内容
影片由江志文和美国方面合作搜集到的日本和美国的黑白纪录片剪辑而成，前半部分主要讲述南京大屠杀、台儿庄战役、四行仓库保卫战等中国战场的情况，后半部分则主要讲述美日两国在太平洋战场的情况。